# Semiramide
Semiramide és una òpera en dos actes de Gioachino Rossini sobre un llibret de Gaetano Rossi, basat en Sémiramis de Voltaire (1748), que al seu torn es basava en la llegenda de Semiramis d'Assíria. S'estrenà al Teatro la Fenice de Venècia el 3 de febrer de 1823, sense entusiasmar. A Catalunya es va estrenar al Teatre de la Santa Creu de Barcelona el 20 d'abril de 1826.
Semiramide va ser l'última òpera italiana de Rossini i, segons Richard Osborne, "podria anomenar-se Tancredi revisada". Com a Tancredi, el llibret de Rossi es basava en una tragèdia de Voltaire. La música va prendre la forma d'un retorn a les tradicions vocals de la joventut de Rossini, i va ser un melodrama en què "recreava la tradició barroca del cant decoratiu amb una habilitat inigualable". Les escenes de conjunt (sobretot els duos entre Arsace i Semiramide) i els cors són d'alt nivell, així com l'escriptura orquestral, que aprofita plenament una gran orquestra.
És l'última òpera que Rossini va escriure per a Itàlia abans d'instal·lar-se a París. A part d'Il viaggio a Reims, que encara es troba en italià, les seves últimes òperes van ser composicions originals en francès o adaptacions reelaborades al francès d'òperes italianes anteriors.
Amb una estructura molt complexa i amb aproximadament quatre hores de durada -alguna escena supera els vint minuts-, Semiramide l'òpera més llarga que fins al moment havia escrit Rossini. Només la va superar Guillaume Tell (1829), que amb cinc actes i ballet estava sotmesa a les demandes de l'Òpera de París. És un exemple clar del belcantisme i també la que més reptes vocals planteja, alhora amb una impecable factura orquestral i vocal.
El jove Bellini quan, encara estudiant, va conèixer l'obra va exclamar: «Val la pena escriure més música?»

## Història de la composició

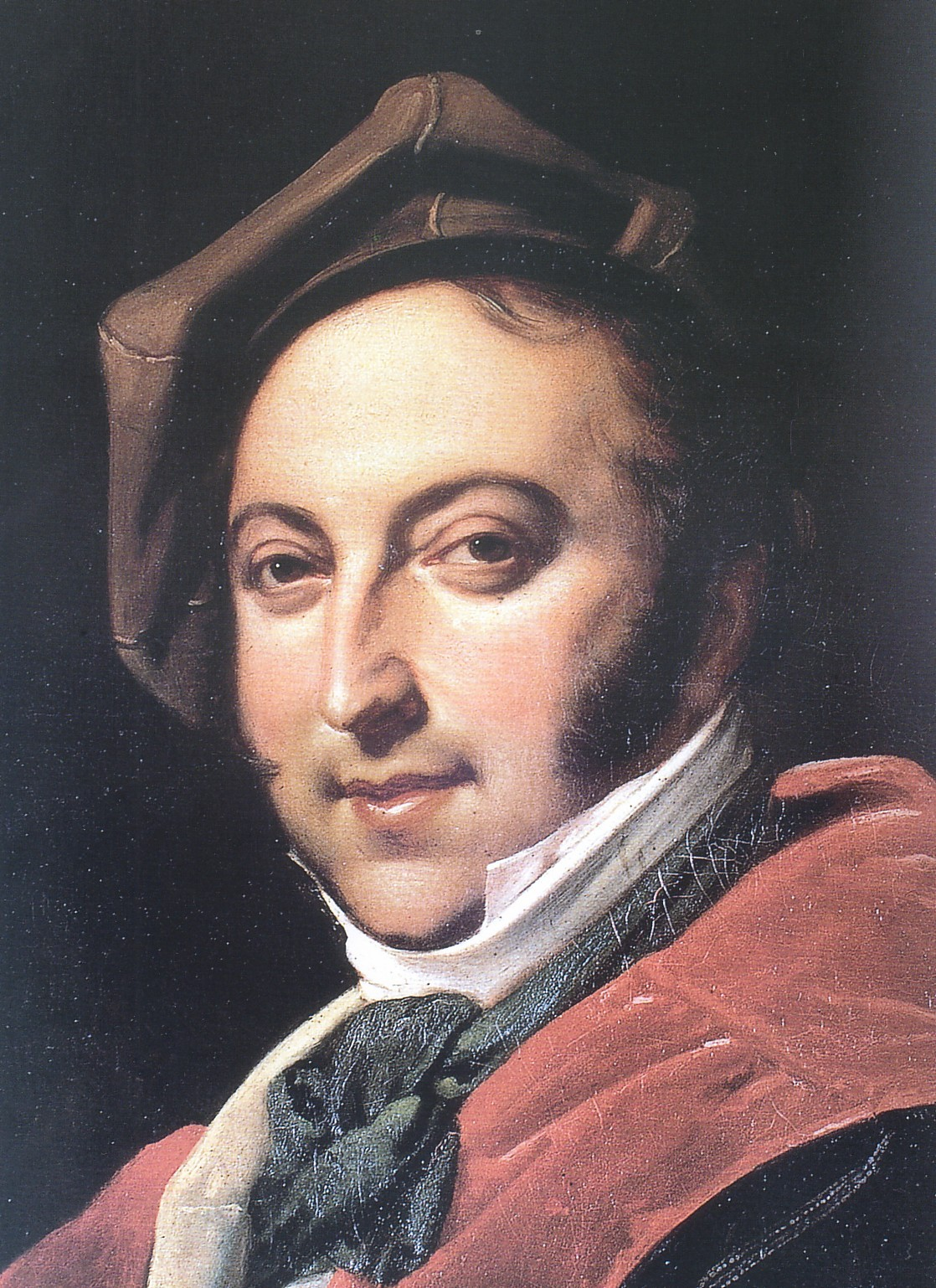
Gioachino Rossini, el compositor

Després de deixar la seva empremta amb una sèrie d'òperes còmiques brillants (sobretot Il barbiere di Siviglia, La Cenerentola, Il turco en Italia i L'italiana in Algeri), Rossini es va dedicar cada cop més a l'òpera seriosa (opere serie). Durant els anys 1813 (quan Rossini va compondre Tancredi) fins al 1822, en va escriure una sèrie considerable, sobretot per al Teatro di San Carlo de Nàpols.
Una de les raons del seu nou interès pel gènere seriós va ser la seva connexió amb la gran soprano dramàtica Isabella Colbran, que primer va ser la seva amant, després la seva dona. Va crear els papers femenins principals a Elisabetta, regina d'Inghilterra (1815), Otello (1816), Armida (1817), Mosè in Egitto (1818), Maometto II (1820) i altres cinc òperes de Rossini fins i tot incloent la seva aportació final al gènere, Semiramide, que també va ser escrita amb Colbran en el paper principal.
En 1822, Rossini passà tres mesos a Viena, on experimentà l'èxit triomfal de la seva òpera Zelmira. Durant la seva estada a Viena, presencià la finalització del seu contracte amb el Teatro San Carlo de Nàpols i les negociacions per un nou contracte amb La Fenice de Venècia. El 22 de juliol de 1822, Rossini deixà Viena, però ja havia començat la seva exitosa carrera internacional, amb plans de viatges a Londres i París. La seva estada a la capital austríaca li aportà reconeixement i estabilitat econòmica. Després de molts anys de treball i tensions, semblava que Rossini podia encarar el futur amb una relativa tranquil·litat.
El 13 d'agost de 1822, Rossini va subscriure un contracte mitjançant el qual venia els seus drets sobre Semiramide, de tal manera que la partitura passava a ser propietat del teatre. Això implica que renunciava als seus drets sobre els beneficis futurs de l'obra, però ja no havia de gestionar directament la difusió de l'òpera negociant amb teatres i editors. El fet que el preu acordat per a aquests drets fos significativament elevat incentivava la difusió de la seva música amb l'esperança de rendibilitzar la inversió.

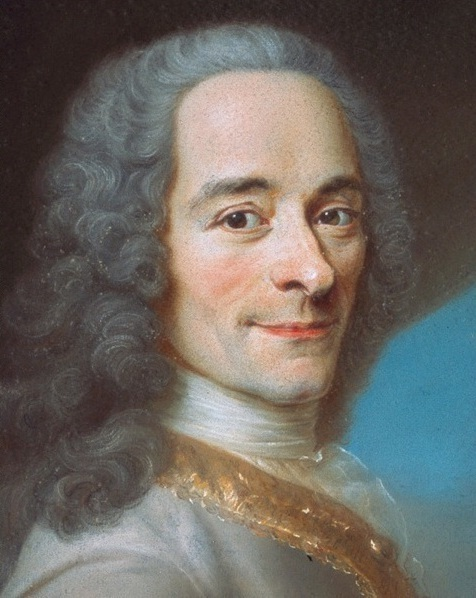
Voltaire va escriure Sémiramis, obra en la que es va basar el llibretista

Rossini es va instal·lar a casa dels seus pares a Castenaso, prop de Bolonya, per iniciar la composició de Semiramide per La Fenice de Venècia. El 9 d'octubre va convocar al llibretista Gaetano Rossi a Castenaso per començar a treballar en el llibret de la nova òpera i van fer canvis significatius respecte a la versió original de Voltaire. Rossi va utilitzar curiosament el text de Voltaire com a font del seu llibret, tot i que hi havia el precedent més operístic de la versió de Semiramide de Metastasio. La història original de Voltaire narra l'evolució posterior del personatge de Semíramis, reina de Babilònia, que havia matat el seu espòs, el rei Nino, amb l'ajuda del malvat Assur. No obstant això, la tendència a favor dels finals feliços va portar a eliminar la mort (accidental) de la reina i, implícitament perdonada pels seus crims, que en aquesta versió edulcorada de Voltaire queden reduïts a un de sol.
Rossini va trigar només 33 dies a completar la partitura. La grandesa i excel·lència de l'obra evidencien que el geni creatiu del compositor estava assolint un dels seus moments més àlgids.
Rossini va triar la mateixa combinació que tant d'èxit li havia aportat ambTancredi: el mateix teatre, el mateix llibretista, la mateixa base literària, una tragèdia neoclàssica basada en la història antiga de Voltaire, i el mateix gènere musical de l'òpera seriosa, amb una estructura rígida, àries da capo i el canto fiorito.
La història de Voltaire ens parla de l'evolució posterior del personatge de Semíramis, reina de Babilònia, que ha matat al seu espòs, el rei Nino, amb l'ajuda del malvat Assur. Però la moda dels finals feliços va fer que s'eliminés la mort (accidental) de la reina, implícitament perdonada dels seus crims, que en aquesta versió edulcorada de Voltaire queden reduïts a un de sol.

## Historial de representacions

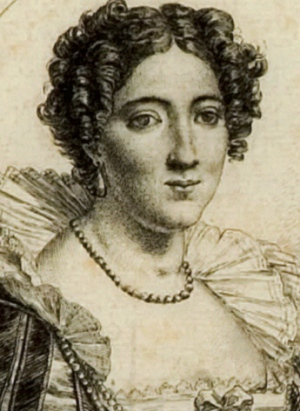
Isabella Colbran, creadora de Semiramide

### Segle XIX
Després de la seva estrena, l'òpera es va oferir vint-i-vuit vegades durant la resta de la temporada a Venècia (i, en algun moment, durant quatre nits seguides) i va passar a presentar-se arreu d'Itàlia i Europa, incloent-hi París el 1825, Milà el 1829 i 1831 i Viena el 1830. Va arribar a Londres el 15 de juliol de 1824. A Catalunya es va estrenar al Teatre de la Santa Creu de Barcelona el 20 d'abril de 1826. Es va estrenar als Estats Units al St. Charles Theatre de Nova Orleans l'1 de maig de 1837, però va trigar fins al 3 de gener de 1845, abans de ser representat a Nova York.
Al voltant de 1825 van sorgir altres prima donna en els papers principals, ja que els poders vocals de Colbran havien disminuït molt en el moment de les actuacions de l'estrena a Venècia i ella "no estava en estat de tornar a cantar el paper". Durant 25 anys després de 1830, Giulia Grisi va triomfar en el paper, sobretot a Sant Petersburg el 1849 i a Nova York el 1854.
A finals del 1800, l'òpera pràcticament havia desaparegut del repertori. No obstant això, va ser escollida l'any 1880 per inaugurar el Teatro Costanzi, nova seu de la companyia de l'Òpera de Roma, i va aparèixer en el marc del Festival d'Òpera de Cincinnati de 1882 al qual va assistir Oscar Wilde i que va comptar amb la famosa diva Adelina Patti que va escollir l'ària "Bel raggio lusinghiero" per la seva actuació de comiat. El Metropolitan Opera va reviure Semiramide el 1892, el 1894 (amb Nellie Melba) i el 1895.

### Segle XX i més enllà
Va trigar fins a 1932 fins que l'òpera va reviure (en una traducció alemanya) a Rostock, i després va reaparèixer amb Tullio Serafin al Maggio Musicale Fiorentino de 1940.
Les presentacions a La Scala de Milà el desembre de 1962 amb Joan Sutherland i Giulietta Simionato van requerir el remuntatge de tota la partitura de l'autògraf de Rossini, ja que no se'n coneixia cap altre text.

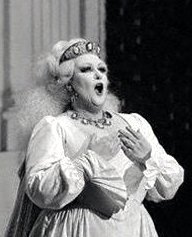
Montserrat Caballé cantant Semiramide al Festival d'Ais de Provença el 1980

El musicòleg Philip Gossett va assenyalar que entre 1962 i 1990 "uns setanta de teatres d'òpera han inclòs l'obra en una o més temporades". Un renaixement important al Festival d'Ais de Provença el 1980 va ser dirigit per Pier Luigi Pizzi i va comptar amb Montserrat Caballé en el paper principal i amb Marilyn Horne com a Arsace. A continuació, la mateixa posada en escena va ser interpretada pel Teatre Carlo Felice de Gènova i pel Teatro Regio de Torí que l'havia coproduït, protagonitzada respectivament per Lella Cuberli/Martine Dupuy i Katia Ricciarelli/Lucia Valentini Terrani. No va ser fins al renaixement del Met l'any 1990 després de gairebé 100 anys que es va muntar una producció basada en una nova edició crítica. Va alternar Lella Cuberli i June Anderson en el paper principal amb Marilyn Horne de nou com a Arsace. Entre altres actuacions, l'obra va ser a càrrec del Rossini in Wildbad Festival l'any 2012, que va ser gravada amb Alex Penda com a protagonista. El novembre de 2017, la Royal Opera House de Londres va muntar la seva primera producció de l'òpera des de la dècada de 1890, amb Joyce DiDonato al paper principal.

## Argument
Temps: Antiguitat o "Uns 2.000 anys abans de l'era cristiana"
Lloc: Babilònia
Obertura
Semiramide té la seva pròpia obertura, que gairebé segurament va ser composta l'últim moment. A diferència de moltes obertures operístiques de l'època, va agafar en préstec idees musicals de la mateixa òpera, per la qual cosa no la va fer servir amb una altra partitura. El ventall i l'equilibri d'idees musicals, des de l'obertura silenciosa i rítmica a través de l'Andantino per a quatre trompes (tret de la mateixa òpera) i la repetició amb contramelodies de pizzicato a les cordes fins a l'allegro animat, fan de l'obertura de Semiramide sigui una de les millors contribucions de Rossini al gènere i merescudament una de les més populars.

### Acte I
Temple de Baal, Babilònia

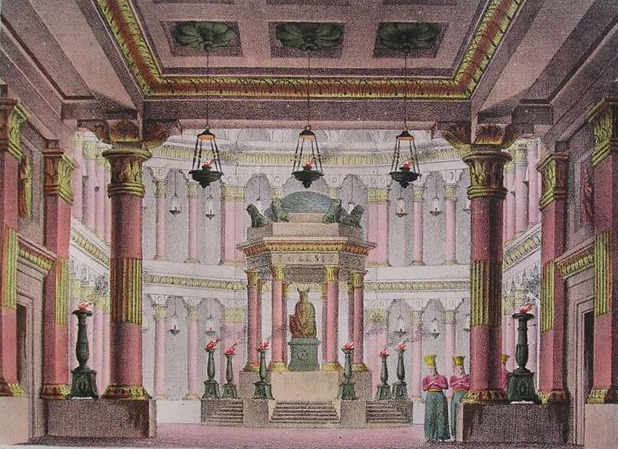
Interior del temple de Baal, Babilònia (acte I, escena 1); escenografia d'⁣Alessandro Sanquirico per a Semiramide posada en escena a La Scala de Milà, 1824

El gran sacerdot Oroe fa una crida a tots per entrar al temple, i els babilonis (així com altres estrangers, incloent-hi Idreno, el rei indi) ho fan portant ofrenes a Baal. Assur proclama que ha arribat el moment en què la reina ha de triar un successor i recorda a tots el seu propi valor. Idreno mostra sorpresa per les aspiracions d'Assur i tots expressen les seves preocupacions i pors individuals.
Semiramide és aclamada per tothom quan entra, però Idreno i Assur especulen individualment sobre qui serà l'escollit. Pressionen la reina perquè anunciï la seva decisió, però al mateix temps la mateixa Semiramide té por de prendre aquesta decisió, sobretot perquè sembla que espera l'arribada d'algú. Sobtadament, el temple s'enfosqueix i hi ha una consternació general mentre temen el seu possible enfonsament. Tothom surt ràpidament del temple.
Arsace, un jove guerrer escita, arriba al temple. El seu pare, que està moribund, li ha dit que vagi al temple de Babilònia i que enviï un missatge urgent a Semiramide. Porta amb ell un cofre que pertany al seu pare, però està perplex sobre per què l'han cridat de nou a Babilònia. Arsace expressa el seu amor per la princesa Azema, malgrat que ella està promesa al fill perdut del difunt rei Nino, Ninia. Arsace assegura que no està disposat a donar suport a Assur en la seva candidatura al tron. (Escena i ària: Eccomi alfine in Babilonia... Ah! quel giorno ognor rammento / "Aquí estic per fi a Babilònia... Oh, recordaré per sempre el dia de la glòria i la felicitat...").
Arsace demana veure el gran sacerdot. Oroe entra, obre l'arqueta i, en veure el seu contingut, exclama que conté les relíquies sagrades del rei mort. Llavors, suggereix a Arsace que hi ha hagut alguna traïció en la qual podria estar implicat. Just quan Assur s'apropa, Oroe marxa amb les relíquies. Assur arriba i qüestiona les raons del retorn d'Arsace. Els dos homes discuteixen sobre Azema, amb Arsace reafirmant el seu amor per ella. (Duet: Bella imago degli dei / "Bella, imatge divina") mentre Assur afirma que ell també l'estima. "No tens ni idea de què és l'amor", diu el jove al gran: (Ària/duet: D'un tenero amor / "D'amor tendre...")
El vestíbul d'entrada del palau

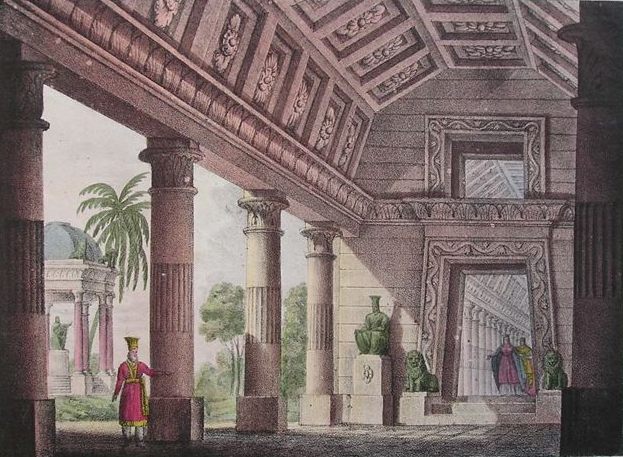
Vestíbul d'entrada del palau (acte I, escena 8); escenografia per a Semiramide escenificada a La Scala de Milà, 1824

Azema entra feliç pel retorn d'Arsace a Babilònia. Idreno la segueix i li demana la seva mà en matrimoni; ella li diu que la decisió ha de ser presa per Semiramide. "Què passa amb el teu cor?" pregunta, suposant que el seu rival només pot ser Assur. Li diuen amb menyspreu que mai serà com Assur, i Idreno s'acomoda a aquesta realitat tot i que expressa el seu desig "de castigar la perversa audàcia d'un rival" i continua expressant el desig per Azema: (Ària: Ah, dov'è, dov' è il cimento? / "Oh, on és, on és el repte?")
Els Jardins Penjants
Semiramide, enamorada d'Arsace i creient que ell la correspon, espera ansiosament la seva arribada: (Ària: Bel raggio lusinghier / "Bella, raig encantador"). Ella rep un missatge de l'Oracle que li diu que un casament donarà a llum un nou rei. Semiramide interpreta aquesta revelació com un senyal dels déus que aproven els seus plans i, com a resultat, ordena els preparatius per a un casament. Quan Arsace arriba, fa al·lusió al seu amor per Azema sense nomenar-la específicament, però també declara la seva disposició a morir per la seva reina si cal. Semiramide encara creu que aquest amor és sincer i promet donar-li tot el que desitgi (Duet: Serbami ognor sì fido il cor / "Mantingues sempre el teu cor tan fidel a mi"). Surten per separat.
La Sala del tron del Palau

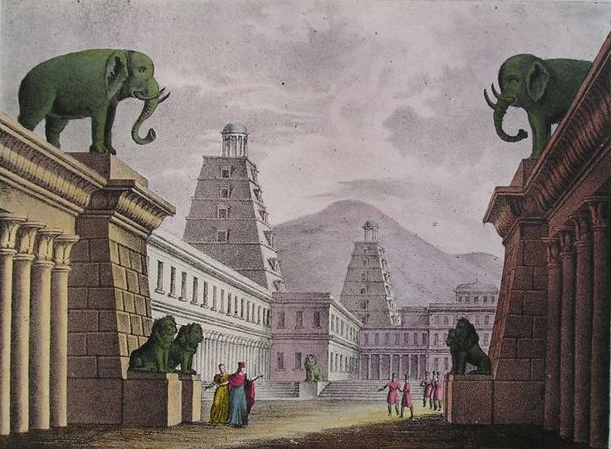
Escenografia per a l'acte I, escena 13 de Semiramide presentada a La Scala de Milà, 1824

Tots entren per esperar l'arribada de Semiramide perquè anunciï el seu successor. Arsace, Idreno, Oroe i Assur juren obeir les seves ordres, independentment de la seva decisió (Conjunt: Semiramide, Arsace, Idreno, Oroe i Assur: (Giuri ognuno, a' sommi Dei / "Que tothom juri als déus més alts"). Ella demana lleialtat a l'home que triï, afirmant que també serà el seu futur marit. Quan Semiramide nomena Arsace com el seu escollit, Assur s'indigna, i Idreno accepta la decisió, però demana la mà d'Azema, que li és concedida. Després de demanar a Oroe que els uneixi a ella i a Arsace, Semiramide queda horroritzada pel soroll provinent de la propera tomba del rei Nino: (Conjunt: Qual mesto gemito da quella tomba / "Quin gemec més trist des de la tomba"). L'aparició del fantasma del rei Nino consterna a tots, amb advertiments sobre els delictes que han de ser expiats, prediccions que Arsace regnarà i instants perquè respecti la saviesa del Gran Sacerdot i baixi a la tomba. Cadascun dels personatges expressa la seva angoixa.

### Acte II
Una sala al palau
En un curt encontre, Mitrane dona ordres a la guàrdia reial per mantenir Assur sota vigilància i evitar que surti del palau. Després, entra Semiramide seguida poc després per Assur.
Aviat sorgeix el conflicte entre tots dos. Ella li recorda que va ser ell qui va lliurar la copa de verí a Nino causant la seva mort, i ell li recorda que va ser ella qui la va preparar: "Qui m'ha lliurat la copa de la mort?" pregunta. Recordant que en aquell moment tenia un fill, Ninia, especula que podria haver estat assassinat pel mateix home que va matar Nino. Assur continua pressionant Semiramide perquè el faci rei. Al seu torn, ella amenaça de revelar el crim, i canten un extens duet (Se la vita ancor t'è cara / "Si encara t'estimes la vida") recordant el mal que cadascun podria infligir a l'altre si la veritat es revelés. Semiramide continua exigint que Assur reconegui Arsace com el seu rei.
L'alegria s'escolta a la distància, i mentre Semiramide recupera part de la seva antiga felicitat, Assur es resigna al seu destí.
La tomba del rei Nino
Oroe i els mags estan congregats a la tomba. El Gran Sacerdot insta a Arsace a presentar-se, però li fa entendre que pot ser que hagi de rebre notícies desagradables. Quan Arsace arriba, Oroe li revela que ell és Ninia, el fill de Nino, que havia estat salvat pel devot Fradate i criat com a fill propi. Horroritzat per aquesta notícia, Arsace descobreix que Semiramide és la seva mare. Per confirmar aquesta revelació, Oroe li lliura un pergamí escrit pel rei abans de la seva mort, la lectura del qual confirma les paraules del Sacerdot. El moment culminant arriba quan Arsace llegeix les paraules de Nino, i s'adona que la seva mare i Assur van ser els autors de l'assassinat del seu pare: "Assur era el traïdor."
Gairebé s'enfonsa de dolor als braços d'Oroe, demana consol (Ària: In sì barbara sciagura / "En una desgràcia tan bàrbara"), però els sacerdots ràpidament reforcen la seva necessitat d'una venjança immediata. L'equipen amb una armadura i una espasa i l'inspiren amb la determinació de seguir endavant (cabaletta: Si, vendicato, il genitore / "Sí, el meu pare es va venjar"). Amb l'espasa a la mà, Arsace marxa.
Apartaments de Semiramide
Azema i Mitrane estan soles, la primera es queixa que ho ha perdut tot ara que l'Arsace, l'amor de la seva vida, s'ha de casar amb la reina. Entra Idreno i escolta la seva tristesa. Azema li promet la seva mà si això és el que desitja, però ell anhela que l'estimi de veritat (Ària: La speranza più soave / "L'esperança més dolça"). Dos cors de donzelles, senyors i indis els condueixen a tots al temple.
Al temple

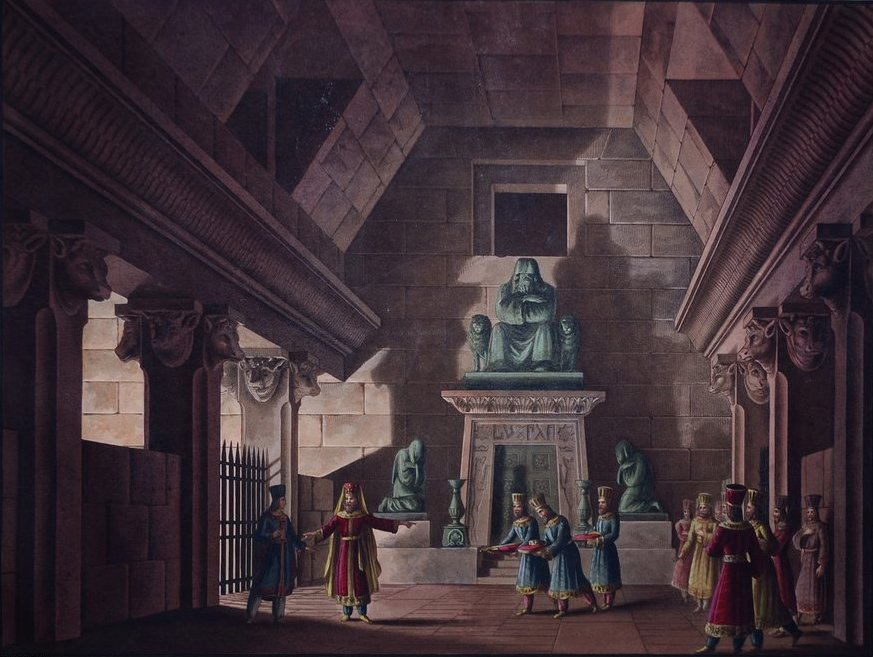
Ìnterior del temple; escenografia per a l'acte 2, escena 4 de Semiramide posada en escena a La Scala de Milà, 1824

Semiramide s'enfronta a Arsace i, finalment, ell li lliura el pergamí que ho ha revelat tot. Horroritzada, Semiramide entén la veritable identitat d'Arsace i se'n ressent, oferint-se als seus venjadors. Arsace, per la seva banda, jura lleialtat com a fill i expressa el desig de salvar la vida de la seva mare (Duet: Ebben, a te, ferisci!... Giorno d'orror! E di contento!... Madre, addio! / "Mira, tu, colpeja'm! ... Dia d'horror, i d'alegria!... Mare, adéu!"). Tots junts accepten la realitat, però Arsace declara que ha de dirigir-se a la tomba del seu pare i prendre les mesures necessàries. Coneixent el que l'espera, Semiramide l'anima a "tornar a mi victoriós".
L'entrada al sepulcre del rei Nino

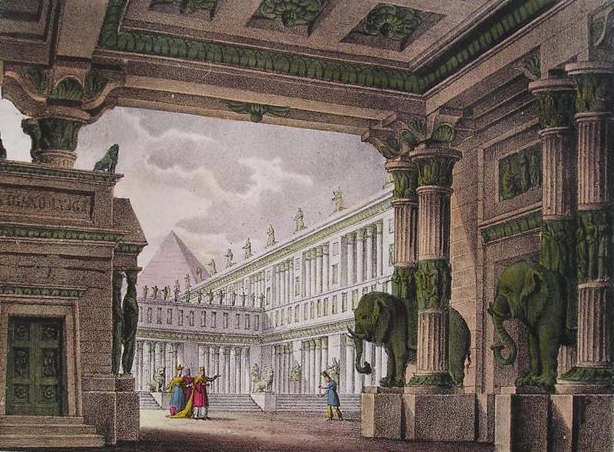
Al costat de la tomba de Nino. Escenografia d'Alessandro Sanquirico per a Semiramide presentada a La Scala de Milà, 1824

Amb determinació, Assur entra i proclama que aquest serà l'últim dia d'Arsace a la terra, prometent matar-lo. Tot i això, en descobrir que la gent s'ha girat en contra d'ell, manté la seva decisió. Es dirigeix cap a la tomba, però es troba amb una força desconeguda, una aparició que el deté (Cor, escena i ària: Deh ti ferma ... Que' numi furenti, Quell'ombre frementi / "Oh, atura't... Aquells déus furiosos, aquelles ombres tremoloses"). Els homes d'Assur el criden, però encara té l'aparició a la seva ment. Els seus homes estan desconcertats fins que sembla recuperar-se i, amb els seus homes al seu costat, promet continuar lluitant.
Final - Dins del sepulcre de Ninus
Juntament amb Oroe, Arsace entra a les voltes buscant el seu rival. Assur també fa la seva entrada, buscant a Arsace. En aquest moment, Semiramide entra per resar a la tomba de Nino, demanant perdó i protecció per al seu fill (Solo: Al mio pregar t'arrendi: il figlio tuo difendi / "Cedeix a la meva pregària: protegeix el teu fill"). En la confusió de la foscor, tots tres –Arsace, Semiramide i Assur– expressen cert desconcert pel que fa a la pèrdua del seu coratge en aquest moment crucial: (Trio: L'usato arder / "El meu antic valor"). No obstant això, en la foscor i intentant colpejar Assur, Arsace acaba colpejant Semiramide mentre aquesta s'interposa per protegir el seu antic còmplice. Amb sorpresa en descobrir la veritable identitat d'Arsace, Assur és arrestat, Semiramide mor i, amb l'aprovació general del poble, Arsace accepta de mala gana que serà rei.

## Estructura
- Simfonia

### Acte I
- 1 Introducció Sì, gran Nume, t'intesi (Oroe, Cor, Idreno, Assur, Oroe, Azema, Mitrane, Semiramide)
- 2 Recitatiu i Cavatina: Eccomi alfine in Babilonia - Ah! quel giorno ognor rammento (Arsace)
- 3 Duet: Bella imago degli dei (Arsace, Assur)
- 4 Ària: O, me felice! - Ah dov'è, dov'è il cimento (Idreno)
- 5 Cor de dones i Cavatina: Serena i vaghi rai - Bel raggio lusinghiero (Semiramide)
- 6 Duet: Serbami ognor sì fido (Semiramide, Arsace)
- 7 Final I Ergi omai la fronte altera (Cor, Semiramide, Assur, Arsace, Idreno, Oroe, Azema, Mitrane, Ombra di Nino)

### Acte II
- 8 Duet: Se la vita ancor t'è cara (Semiramide, Assur)
- 9 Cor, Escena i Ària: In questo augusto soggiorno arcano - Ebben, compiasi omai - In sì barbara sciagura (Arsace)
- 10 Ària amb Cor: La speranza più soave (Idreno)
- 11 Duet: Ebbene...a te... (Semiramide, Arsace)
- 12 Escena, Cor i Ària: Il dì già cade - Ah la sorte ci tradì - Deh ti ferma... ti placa... perdona (Assur)
- 13 Final II: Un traditor, con empio ardir (Cor, Arsace, Oroe, Assur, Semiramide)[33]

## Enregistraments

### Àudio
| Any  | Elenc (Semiramide, Arsace, Assur, Idreno)                                             | Director          | Segell               |
| ---- | ------------------------------------------------------------------------------------- | ----------------- | -------------------- |
| 1962 | Joan Sutherland, Giulietta Simionato, Wladimiro Ganzarolli, Gianni Raimondi           | Gabriele Santini  | Arkadia              |
| 1966 | Joan Sutherland, Marilyn Horne, Joseph Roleau, John Serge                             | Richard Bonynge   | Decca                |
| 1992 | Cheryl Studer, Jennifer Larmore, Samuel Ramey, Frank Lopardo                          | Ion Marin         | Deutsche Grammophon  |
|      | Iano Tamar, Gloria Scalchi, Michele Pertusi, Gregory Kunde                            | Alberto Zedda     | Fonit Cetra          |
| 1998 | Edita Gruberova, Bernadette Manca di Nissa, Ildebrando D'Arcangelo, Juan Diego Florez | Marcello Panni    | Nightingale Classics |
| 2011 | Myrtò Papatanasiu, Ann Hallenberg, Josef Wagner, Robert McPherson                     | Alberto Zedda     | Dynamic              |
| 2012 | Alex Penda, Marianna Pizzolato, Lorenzo Regazzo, John Osborn                          | Antonino Fogliani | Naxos Records        |

### Vídeo
| Any  | Elenc (Semiramide, Arsace, Assur, Idreno)                         | Director      | Segell  |
| ---- | ----------------------------------------------------------------- | ------------- | ------- |
| 1990 | June Anderson, Marilyn Horne, Samuel Ramey, Stanford Olsen        | James Conlon  | Arthaus |
| 2011 | Myrtò Papatanasiu, Ann Hallenberg, Josef Wagner, Robert McPherson | Alberto Zedda | Dynamic |